# La Bastida de les Alcusses
La Bastida de les Alcusses  est un site archéologique situé dans la commune de Moixent (comarque de Costera) dans la province de Valence,.
Le site préhistorique correspond à un établissement humain ibérique ayant eu une vie très courte, environ vers 330 av. J.-C.. Il est considéré comme l'une des principales villes ibériques de la Communauté valencienne grâce à sa bonne conservation et déclaré Bien d'intérêt culturel depuis 1931.

## Localisation et fouilles
Le site archéologique est situé à 741 mètres d'altitude, à l'extrémité sud-ouest de la Sierra Grossa (es). Le site couvre plus de 4 hectares et mesure 650 m de long et 150 m de large. Le site est aujourd'hui un parc archéologique, entouré de pinèdes et de buissons, mais accessible par la route.
Le site a été décrit pour la première fois en 1909 par Luis Tortosa. Les premières fouilles archéologiques ont été entreprises en 1928 par le Service de recherche préhistorique de la Communauté valencienne, nouvellement créé. Quatre campagnes ont été menées entre 1928 et 1931.
250 salles ont été fouillées et un certain nombre d'objets importants ont été récupérés, notamment le Guerrier de Moixent, de petites plaques de plomb avec des inscriptions en Écriture ibérique sud-orientale, ainsi que des armes et des bijoux. D'autres fouilles ont été menées dans les années 1990 et au cours de ce siècle.

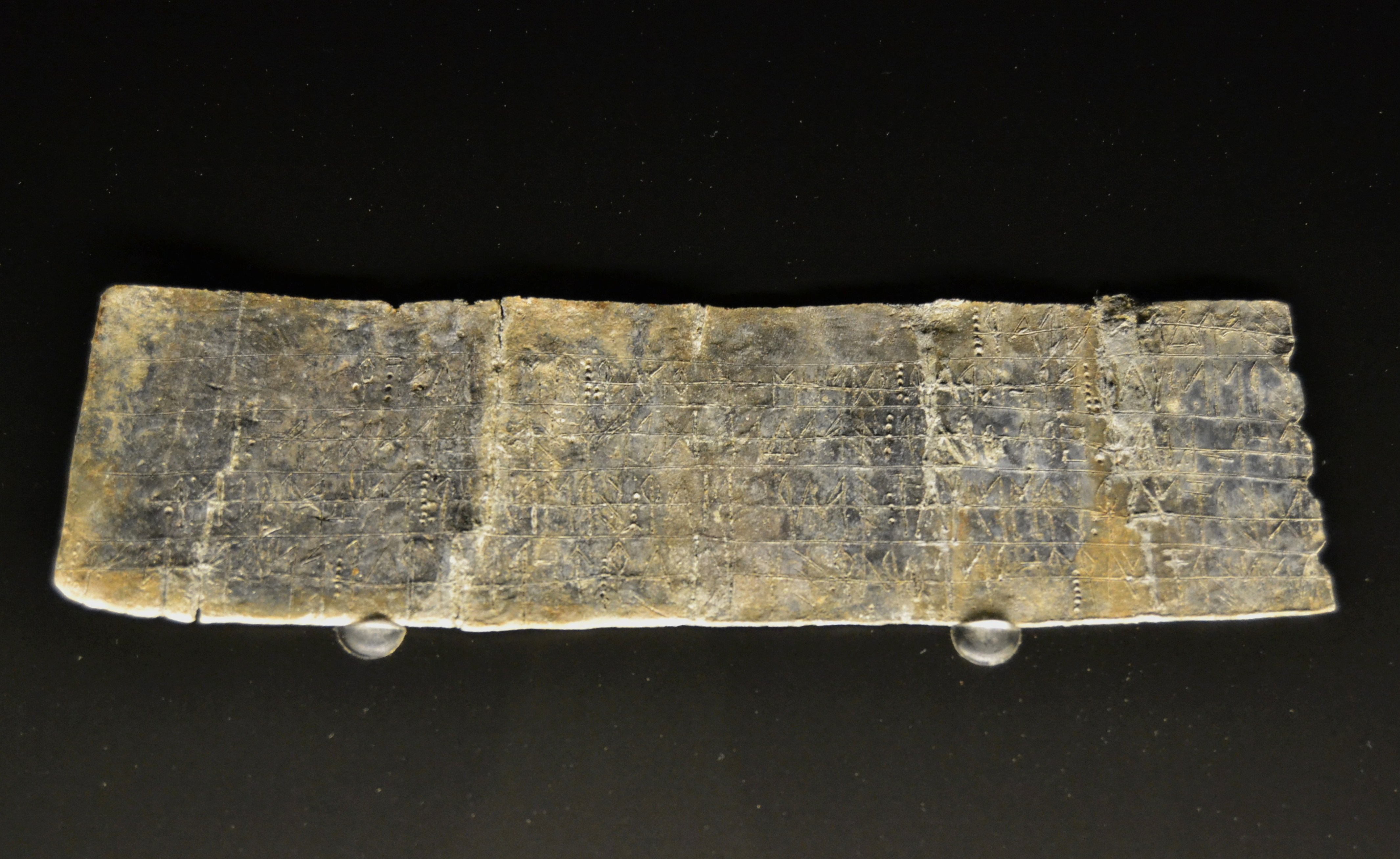
Face 1 du plomb de La Bastida.
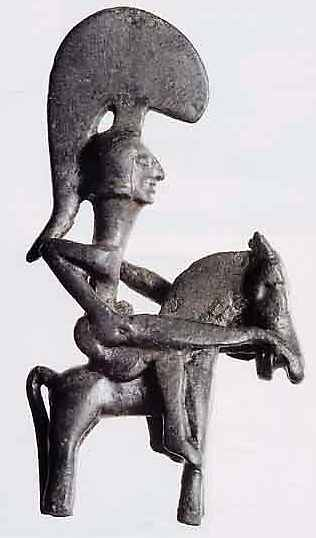
Le Guerrier de Moixent.

## Fortifications

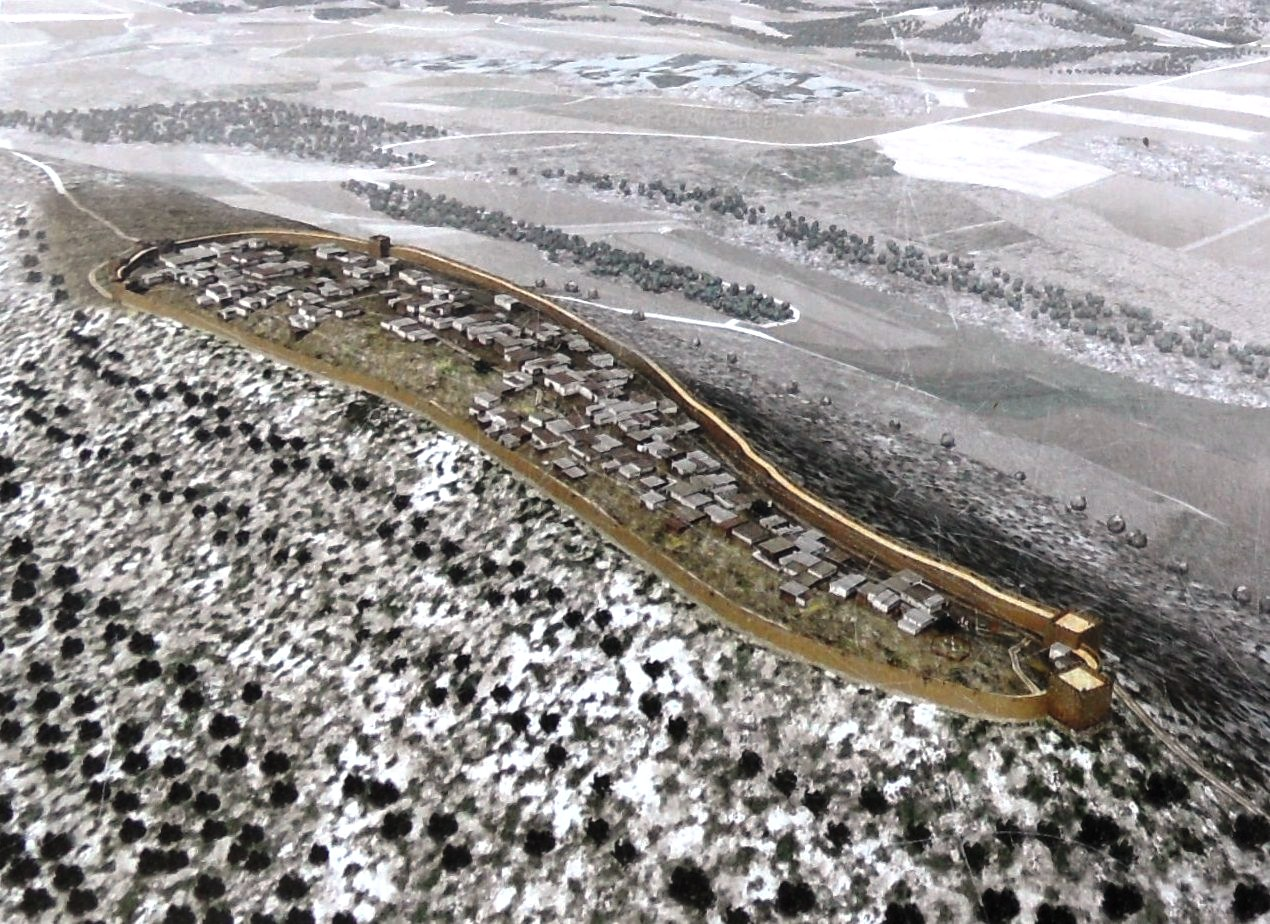
Reproduction de La Bastida de les Alcusses.

Le village est entouré de murs épais de plus de 3 mètres aux endroits les plus vulnérables. Quatre portes donnent accès à l'intérieur du site, trois à l'extrémité ouest et une à l'est. Deux tours dépassent du mur à l'extrémité ouest, où se trouve la porte principale. Les guérites contiennent toutes des bancs intérieurs, peut-être des postes de garde ou des espaces pour contrôler le passage des marchandises. Les portes elles-mêmes étaient en bois, renforcées par des bandes de fer. La moitié inférieure en pierre des portes et des murs existe toujours tandis que la moitié supérieure, qui aurait été construite en briques d'adobe et comprenait une passerelle, a disparu. À l'extrémité ouest, une zone extérieure supplémentaire a peut-être également été plus faiblement fortifiée, peut-être comme refuge pour les personnes des environs. Les portes secondaires à l'extrémité ouest ont été bloquées pendant l'occupation du site, probablement pour améliorer la défense.

## Architecture

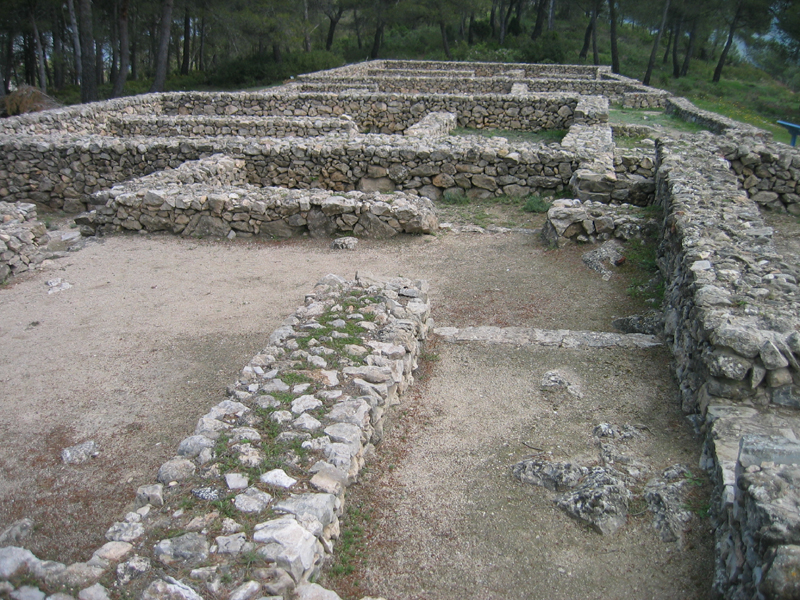
Système de construction utilisé dans la ville ibérique de Bastida de les Alcusses.

Les bâtiments sont organisés autour d'une rue centrale qui traverse le centre du village d'est en ouest. Des rues secondaires courent perpendiculairement à cette rue principale et certaines places ouvertes sont restées sans bâtiments. Un grenier commun se trouve au centre du site.
Les maisons sont de différentes tailles, allant de 20 à 150 m2. Les maisons ont la même technique de construction que les murs, avec des briques d'adobe sur une base en pierre. Les murs auraient ensuite été blanchis à la chaux et parfois même peints. Les maisons sont d'un seul étage mais le toit plat (légèrement incliné) était accessible et pouvait avoir été utilisé pour certaines activités.
Il y avait peut-être environ quatre-vingt-dix à cent vingt maisons sur l'ensemble du site, abritant une population de 450 à 840 personnes.
La partie centrale de chaque maison était un foyer, point de rencontre et symbole de la vie familiale. Une pièce de rangement à l'arrière servait à conserver les aliments et les outils. D'autres espaces abritaient le matériel de meunerie et des activités plus spécialisées comme la métallurgie, le tissage et d'autres activités artisanales.

## Agriculture et commerce

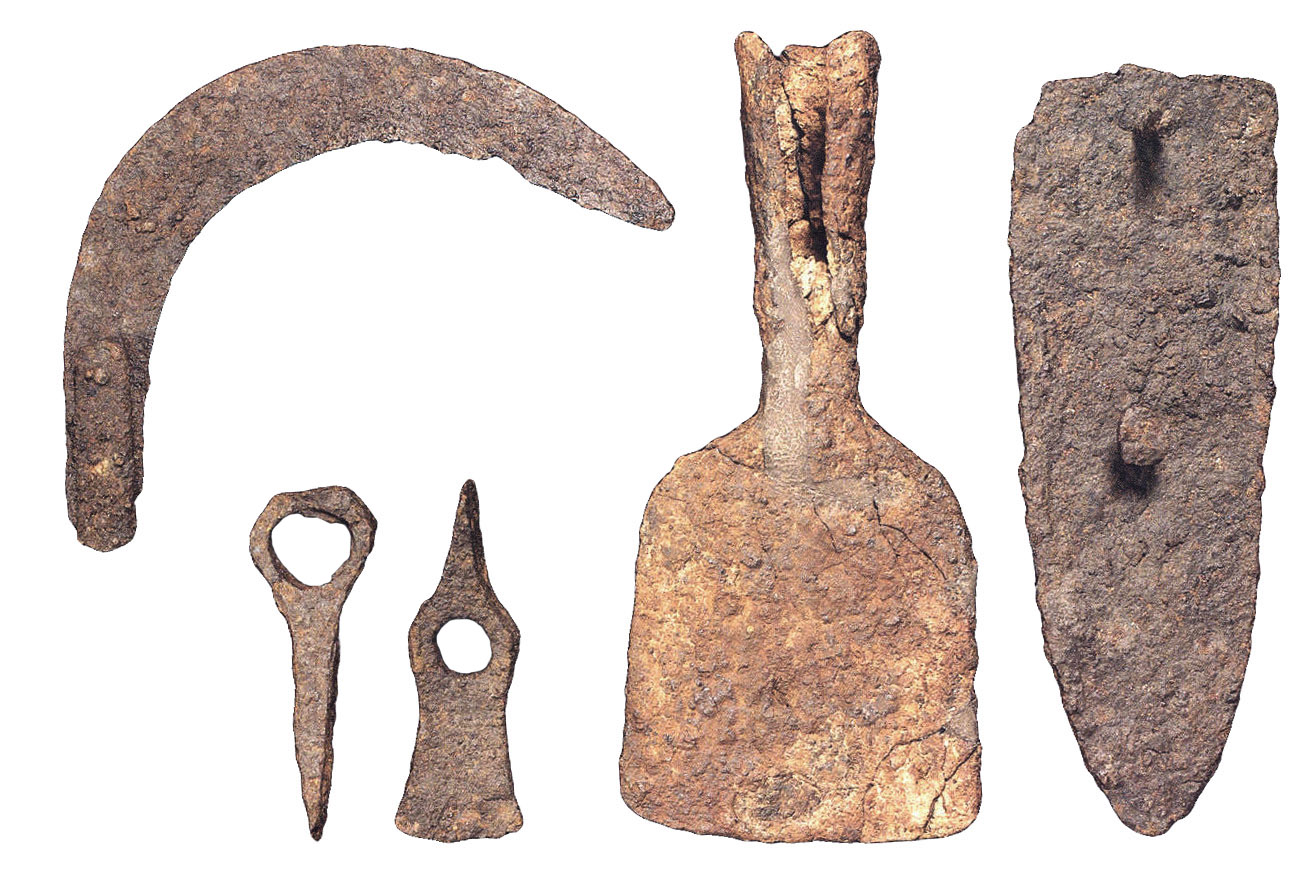
Outils agricoles trouvés dans la Bastida de les Alcusses.

Les tâches agricoles et pastorales étaient une partie fondamentale de la subsistance quotidienne. Les principales cultures étaient les céréales non irriguées (orge, blé et millet) ainsi que les légumineuses (fèves et pois). Les fruits et les noix étaient également importants, en particulier les olives, la vigne, les amandes et les figues.
La culture se faisait avec des charrues en bois renforcées de socs en fer, dont un certain nombre ont été retrouvées dans les maisons du village. Parmi les autres outils agricoles découverts sur le site figurent des serpes, des faucilles, des houes et des râteaux, qui constituent l'un des ensembles d'outils les plus complets connus pour l'agriculture préromaine en Espagne.

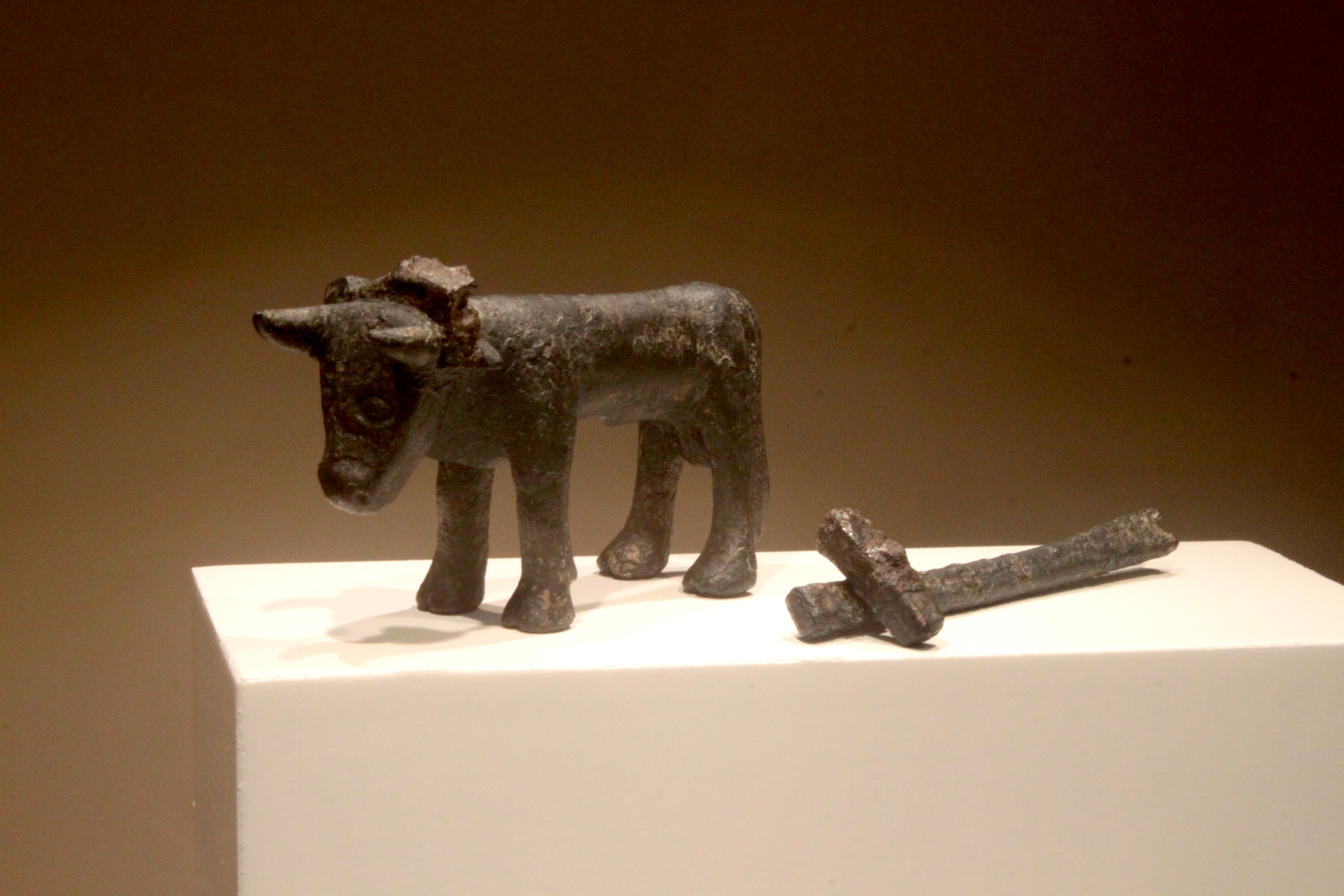
Bronze votif représentant un bœuf et une charrue.

Les animaux d'élevage les plus courants étaient les moutons et les chèvres, ainsi que quelques bovins et porcs. Ces animaux étaient utilisés pour le lait, la laine, le cuir et la viande, et étaient également nécessaires pour labourer et tirer les charrettes. Certaines espèces sauvages étaient également chassées, notamment les lapins, les lièvres, les cerfs, les chèvres de montagne et les sangliers. Enfin, des hameçons trouvés sur le site indiquent que la rivière Canyoles toute proche était également une source alimentaire importante.
Les échanges et les activités commerciales constituaient également une part importante de la vie économique. Des poids et des balances ont été retrouvés, sans doute utilisés dans les transactions commerciales et peut-être liés aux petits lingots d'argent et de bronze également découverts sur le site. L'argent était obtenu par la coupellation du plomb, réalisée dans certaines maisons.

## Structure sociale

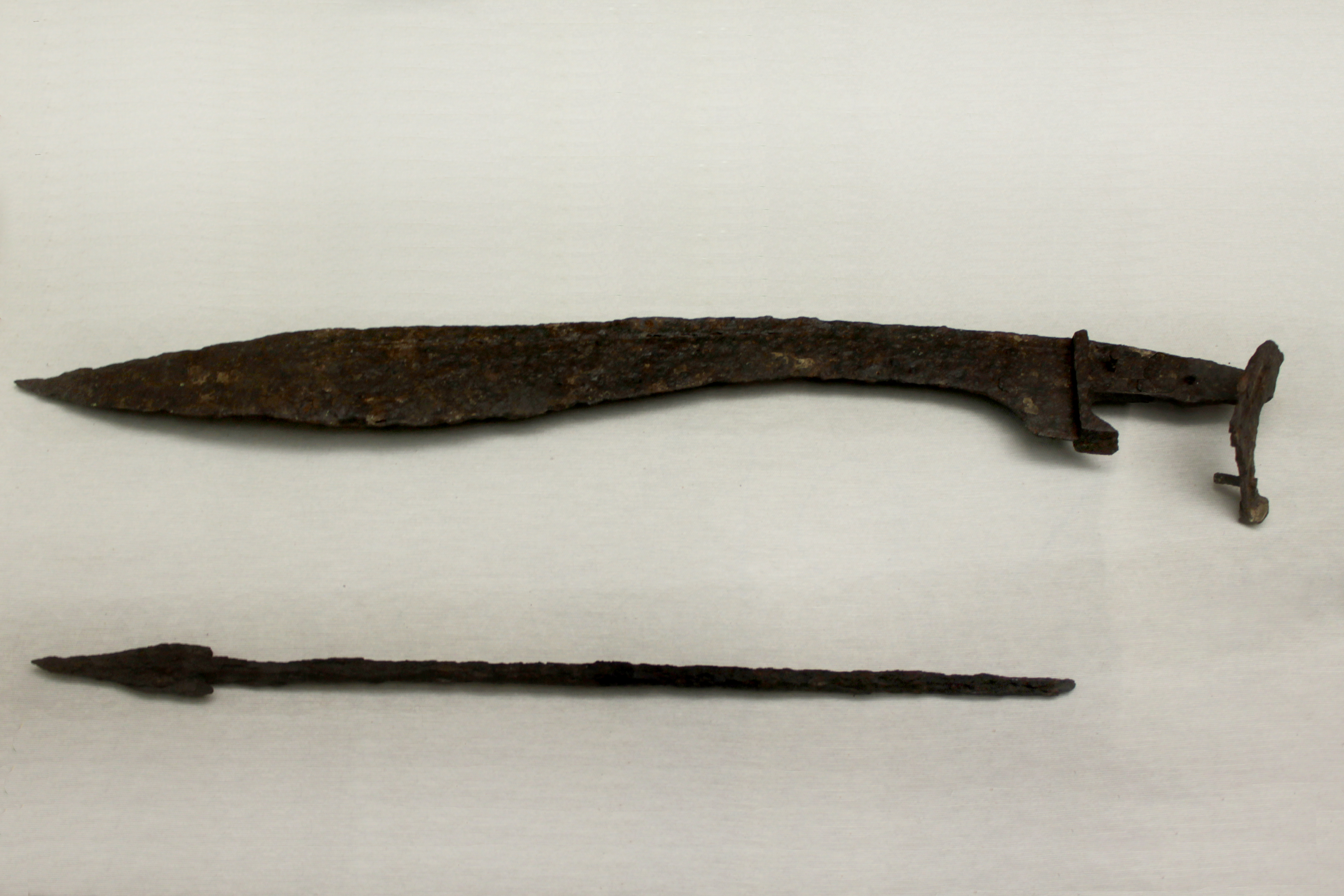
Falcata et Soliferreum (lance ibère)

Les habitants vivaient dans une société stratifiée. Le statut et la richesse sont indiqués par des bijoux, la taille de la maison et les biens importés. Le Guerrier de Moixent représente probablement un homme de haut rang : le personnage est représenté nu pour montrer sa nature héroïque, et porte l'épée courbe ibérique distinctive (falcata), un petit bouclier rond (caetra) et porte un casque avec un grand panache.
Les offrandes déposées dans la porte principale (ouest) indiquent également l'importance symbolique d'une panoplie complète comprenant une épée et un bouclier. L'association des épées avec des charrues peut également indiquer que ces personnages contrôlaient également de bonnes terres agricoles. Les femmes de haut rang peuvent avoir été signalées par des vêtements raffinés et sont associées à des poids de métier à tisser.

## Destruction et abandon
La colonie ne fut occupée que pendant une courte période avant d'être détruite vers 330 av. J.-C.. Elle ne fut donc probablement habitée que pendant trois ou quatre générations. Le blocage de deux portes, les vestiges d'un incendie et les nombreuses armes et objets personnels retrouvés dans les rues indiquent tous une fin rapide et violente de l'occupation du site.
Le contexte du saccage de La Bastida n'est pas clair mais il est très probablement lié à des conflits entre différents groupes ibériques, bien que l'on ne sache pas si tous les combattants étaient originaires de la région ou si des groupes plus éloignés étaient impliqués. La concurrence entre les nombreux sites de la région pour le contrôle de l'importante voie de transport de la côte vers la Meseta méridionale, ou le contrôle des terres arables dans la vallée de Canyoles ont pu être des facteurs de motivation.

## Le musée

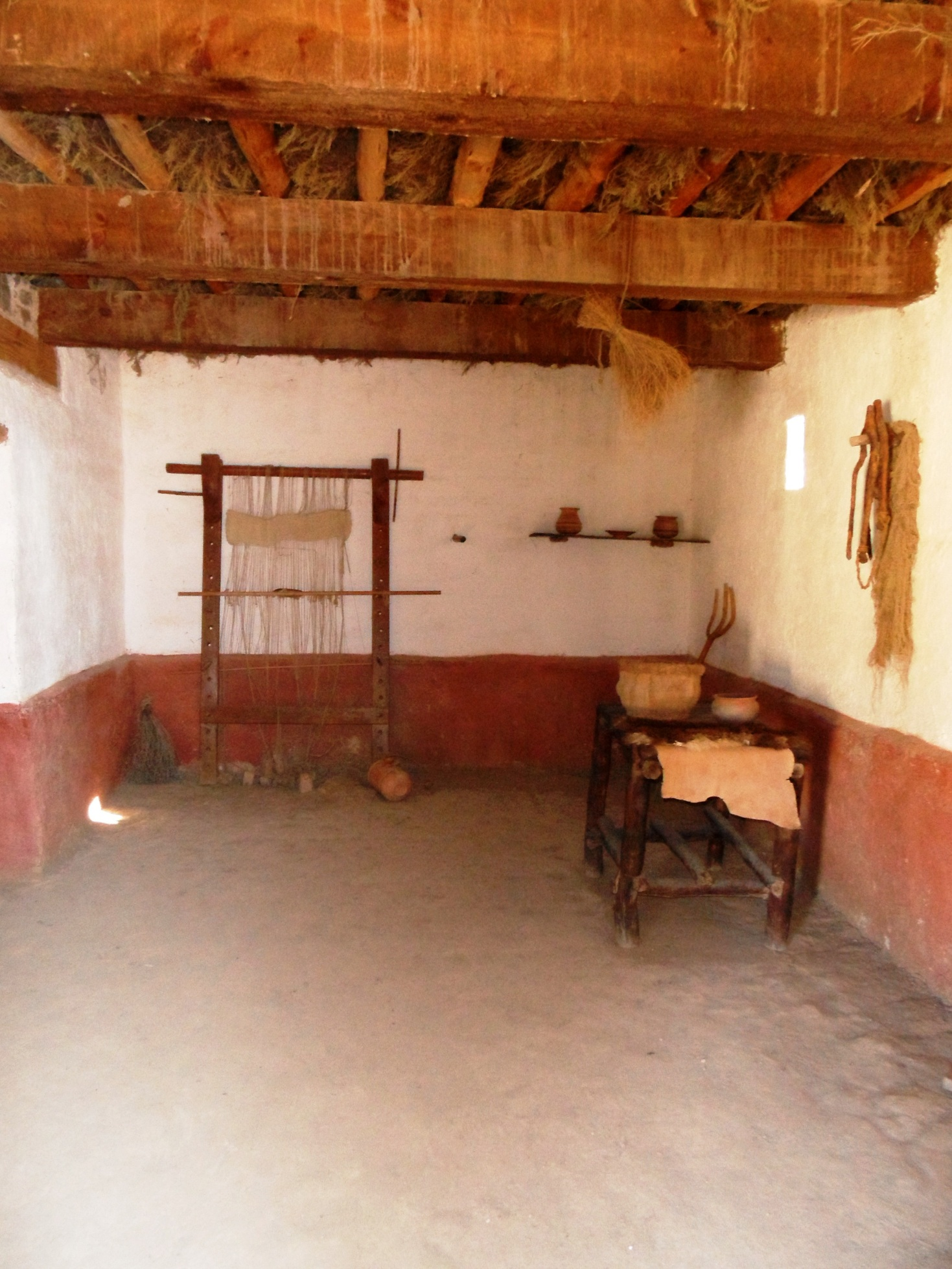
Reproduction de l'habitat ibère.

Le Musée de Moixent et le site de La Bastida peuvent être visités toute l'année. L'entrée au site est gratuite. Le site est ouvert de 10h à 14h et de 16h à 18h (mois d'hiver) ou de 16h à 20h (mois d'été), du mardi au dimanche.
Le site dispose d'un service de guide ainsi que de panneaux d'information pour les visites autoguidées. Juste à l'extérieur du site, une réplique grandeur nature d'une maison ibérique a été reconstruite en utilisant les matériaux et les techniques appropriés. De plus, de nombreux objets récupérés à La Bastida peuvent être vus au Musée de la préhistoire de Valence.